# کوه داتودینگزی
کوه داتودینگزی (به لاتین: Datudingzi Mountain) یک کوه در چین است که در هیلونگ‌جیانگ واقع شده‌است. کوه داتودینگزی ۱٬۶۹۰ متر بالاتر از سطح دریا واقع شده‌است.